# Pselaphodes parvus
Pselaphodes parvus (лат.) — вид мелких коротконадкрылых жуков рода Pselaphodes из подсемейства ощупники (Pselaphinae, Staphylinidae).

## Распространение
Юго-Восточная Азия: Китай, Guizhou.

## Описание
Мелкие жуки-ощупники, длина тела менее 3 мм, красновато-коричневого цвета. Отличается тремя шипиками вертлуга средних ног; эдеагус у вершины простой, нераздвоенный (у близкого вида Pselaphodes maoershanus два шипика на вертлугах, эдеагус раздвоен у вершины). Строение усиков:  IX—XI-й членики жгутика простые по форме (немодифицированные). Дисковидный выступ у переднего края имеет IX антенномер отсутствует. Апикальные членики IX—XI жгутика усика увеличенные. Второй тарзомер простой, линейный, не увеличенный. Срединная метавентральная ямка отсутствует. Нижнечелюстные щупики (по крайней мере, некоторые сегменты из группы II—IV) асимметричные, округло расширенные или слегка выступающие латерально. Голова с фронтальной ямкой. Глаза выступающие. Усики прикрепляются у переднего края головы; булава усиков 3-члениковая; скапус отчётливо длиннее педицелля. Ноги тонкие и длинные; бёдра утолщённые. В основании надкрылий по две ямки. Брюшко короткое (его длина явно меньше ширины).

## Систематика
Впервые описан в 2011 году, а его валидный статус подтверждён в ходе ревизии, проведённой в 2012 году китайскими колеоптерологами Zi-Wei Yin и Li-Zhen Li (Shanghai Normal University, Шанхай, Китай). По своим признакам наиболее близок к видам Pselaphodes maoershanus, Pselaphodes hanmiensis и Pselaphodes yunnanicus.